# 1365

## Esdeveniments
- Fundació de la universitat de Viena
- Pere el Cerimoniós institueix el Centenar de la Ploma, una companyia de cent ballesters, defensar la Senyera als combats i escoltar-la.
- Es documenta per primera vegada la Revetla de Sant Antoni Abat a sa Pobla, Mallorca

## Naixements
Països Catalans
Resta del món
- Venècia, República de Venècia: Christine de Pisan, filòsofa, escriptora i poetessa que es convertí en la primera escriptora professional a França (m. 1430).

## Necrològiques
Països Catalans
Resta del món